# Mare de Déu del Castell d'Ultrera
|  | Aquest article tracta sobre l'edifici al terme de Sureda. Si cerqueu l'edifici al terme d'Argelers, vegeu «Santa Maria del Castell d'Ultrera». |

La Mare de Déu del Castell d'Ultrera o, simplement, Mare de Déu del Castell és un santuari dedicat a la Mare de Déu al massís de l'Albera, en el terme comunal de Sureda. El santuari, construït entre 1675 i 1686 per Joana de Bearn i de Vilaplana, senyora de Sureda, és un lloc de pelegrinatge al qual els habitants de la regió veïna són molt afectes. Per a la història de la capella antiga, vegeu l'article consagrat a Santa Maria del Castell d'Ultrera.
Està situat a prop del límit oriental del terme, a ponent del Castell d'Ultrera i al nord-oest de la Vall de Montbran.

## Història
L'ermitatge i la capella van ser construïts al final del segle xvii, després de la destrucció del castell d'Ultrera (1675), a fi de reemplaçar el santuari marià que protegia. Francesc de Vilaplana, canonge a Elna i germà de Joana de Vilaplana, n'ordenà el 1681 la construcció, poc després de la destrucció del Castell d'Ultrera. La major part dels elements retirats de la capella destruïda serviren per a construir el nou edifici. El lloc on el santuari es construí fou triat per diverses raons, sobretot per la seva proximitat amb l'antic santuari, al costat d'una font natural, i, més que més, en un territori exclusivament administrat pel Senyor de Sureda (contràriament a la capella de l'antic castell que era administrada a la vegada pel senyor de Sureda i l'Ardiaca del Vallespir. Això havia causat rivalitats, que en part es troben en l'origen de la destrucció del Castell d'Ultrera.
Nombrosos elements de l'antiga capella es tornaren a emprar en la Mare de Déu del Castell. Primerament, el mobiliari, incloent-hi les campanes. La campana grossa porta la data del 1621 i el nom de l'ardiaca Boixó. Heus ací l'epígraf sencer: socorreu-nos molt sempre compassiva Verge Maria. Monserrat Boixó Ardiaca del Vallespir. A expenses seves es feu la seva restauració» i, sobretot, l'estàtua de la Mare de Déu gòtica del segle XIV que ha estat classificada amb el retaule barroc en els monuments històrics. Es troba també la reutilització d'elements arquitecturals, incloent-hi l'antic portal romànic fet en marbre blanc amb vetes blaves de Ceret, que és del segle xii i ve probablement del mas Querol. Aquest portal, que restà en plaça després de dinamitada l'antiga capella, ha sofert molt i en manquen nombroses peces (per exemple, el llindar). Ha estat remuntat de la millor manera possible, ben diferent del que fou a l'origen, la qual cosa li dona la seva particularitat.
El 9 d'abril del 2001 un incendi va malmetre una part dels edificis, el mobiliari de la capella va patir molt a causa del fum que ho va ennegrir tot. D'aleshores ençà, l'ermitatge ha estat totalment rehabilitat. Des del 2003, el santuari de la Mare de Déu del Castell és obert al públic.
S'hi celebren misses el dilluns de Pasqua, el dilluns de Pentecosta, el cap de setmana del 8 de setembre (nativitat de la Verge), i el 16 d'agost, que era abans dia festiu.
La festa patronal té lloc el 16 d'agost, l'endemà de la diada de la Mare de Déu d'Agost.

## Mare de Déu del Castell
A la capella, damunt un retaule barroc de fusta de finals del segle xvii, es presenta a cadascun dels seus costats un castell, i les seves escultures evoquen el record del Castell d'Ultrera. L'altar és més recent; va ser ofert per un oficial jubilat vingut dels Banys d'Arles, que feu algunes estades al santuari. L'ornamentació del retaule és original, i sembla inspirar-se en els goigs. Al santuari s'aixeca un absis semicircular de volta massissa. Al centre del retaule, en el nínxol del cambril, se situa la marededéu, amb l'infant Jesús a la mà esquerra mentre el beneeix, un ceptre a la mà dreta i una corona damunt del cap. L'Abat Christofeul la definia com "la Mare de Déu del suau somriure". És una marededéu eixancada, del segle xiv, de fusta policromada d'estil gòtic. Aquesta Verge és envoltada per àngels, alguns dels quals empostissats a l'entrada del nínxol, d'altres per damunt dels castells, mentre que d'altres encara voletegen al cim, damunt de les cornises.
Es pot veure un gran quadre del 1848 que representa Sant Sebastià màrtir; un altre quadre, també, a un costat, amb sant Benet assegut a l'entrada d'una gruta, que sosté a la mà dreta un crucifix posat en una taula als peus del Crist i amb la voluta d'una crossa d'abat. A la mà esquerra pren el llibre de la regla monàstica: obeeix, fill meu, els preceptes del Senyor. Enfront n'hi ha un altre de Sant Ignasi de Loiola. Aquests dos últims quadres, d'uns dos metres d'alçada, daten dels primers anys de la capella (1685-1686), i els feu pintar el canonge de Vilaplana.
Dues capelles laterals donen a l'església la forma d'una creu llatina. La del costat de l'evangeli és dedicada a Santa Maria Magdalena, que jeu en una cova, segons l'ús del país, i té a les mans un cap de mort i una creu. Data de la fi del segle xviii. Del costat de l'Epístola, com s'esdevé a moltes esglésies rosselloneses, es troba la capella del Crist. Segons Louis Just, el 1855, s'havia obert una subscripció per a la compra d'un altar. Es va alçar aquell mateix any, com diu la inscripció al cim del retaule, però el crucifix és molt anterior.
Damunt de la porta de les processons, una estàtua representa la Santíssima Trinitat. És de fusta policromada, i data del segle xvii. Déu és dempeus, revestit d'una túnica blanca i d'un abric porpra i daurat. A la mà dreta aguanta un ceptre daurat. Té tres dits alçats de la mà esquerra i dos dits completament plegats: és una mà que beneeix. També podem veure en aquests tres dits alçats la xifra tres, signe de la Trinitat. Al pit hi ha fixat el Colom simbòlic, i el cap del pare és adornat d'un nimbe en forma de creu fixat en un altre nimbe triangular. Va ser donada al santuari de la Mare de Déu del Castell cap al 1900 per Janet del Molí, habitant de Sureda. Els dies de missa es pot veure la capelleta: és un oratori portàtil en bandolera que tenia l'ermita a l'època. Les persones podien pregar i fins i tot abraçar la Mare de Déu que es trobava a l'interior. Se solia oferir a l'ermità sopa o unes poques monedes.
Totes aquestes obres van haver de ser restaurades després de l'incendi, i d'altres encara es troben en procés de restauració.

## Els ermitans de la capella de Santa Maria del Castell
- Ermità anònim l'any 1515.
- Narcís Lloset l'any 1586.
- Miquel Tumeu el 1660 fins al 1672.
- Bernard Cros el 1672 fins a la seva mort i la destrucció del castell, l'any 1675.

## Els ermitans de la Mare de Déu del Castell
- Joan Miquel "de la Caussada", des d'una data indeterminada fins a la seva mort el 12 de setembre del 1761
- Galderic Sajeloli el 1762.
- Hyacinthe Casademont el 1812.
- Hyacinthe Brunet el 1846.
- François Paraire el 1846, també.
- Laurent Siderach el 1861.
- Pierre Barate el 1872.
- Jean Berdagué el 1881.
- Paul Pideil el 1895.

## Els guardians de la Mare de Déu del Castell
- Michel Bouffard de 1981 a 1998.
- Eloine Sales de 1998 a 2001, quan succeí el terrible incendi.
- David Mozas de 2003 a 2012.

## Personalitats lligades a la Mare de Déu del Castell
Manuel António Gomes, conegut com a Pare Himàlaia, científic portuguès que visqué a l'ermitatge i experimentà amb un forn solar en el Coll del Buc el 1900.

## Panoràmica de la Mare de Déu del Castell
Es poden veure els pujols de lq riba del Tec, fins a unir-se a Elna, a la vall de la Tet, així com els pobles catalans sembrats en la superfície de l'elevat escenari que va davallant per un lleu pendent fins a perdre's en les aigües de la Mediterrània.
Més amunt es drecen les torres de la Maçana i la de Madaloc. Al nord, s'estén la cortina grisenca de les Corberes catalanes; i a l'oest hi ha el massís del Canigó.